# Troitse-Sergiyeva Lavra
Troitse-Sergiyeva Lavra (tiếng Nga: Троице Сергиева лавра) là tu viện quan trọng nhất của Nga và trung tâm tinh thần của Chính Thống giáo Nga. Tu viện nằm trong thị trấn Sergiyev Posad, khoảng 70 km về phía bắc-đông từ Moskva bởi con đường dẫn đến Yaroslavl, và hiện nay có hơn 300 tu sĩ.

## Lịch sử
Tu viện được thành lập năm 1337 bởi một trong những thánh đáng kính nhất của Nga, Sergius của Radonezh, người đã xây dựng một nhà thờ bằng gỗ vinh danh Chúa Ba Ngôi trên đồi Makovets. Sự phát triển sớm của cộng đồng tu viện được ghi chép đầy đủ trong tài liệu trong cuộc sống đương đại của Sergius và các đệ tử của ông.
Năm 1355, Sergius đã giới thiệu một điều lệ yêu cầu xây dựng các công trình phụ trợ như nhà ăn, nhà bếp, và lò bánh mì. Điều lệ này là mô hình cho nhiều tín đồ Sergius, những người đã thành lập hơn 400 tu viện trên khắp nước Nga, bao gồm cả những tu viện nổi tiếng như Solovetsky, Kirilov hay Simonov.
Thánh Sergius đã hỗ trợ Dmitry Donskoy trong cuộc chiến chống lại người Tatar, cử hai tu sĩ của mình là Peresvet và Oslyabya tham gia Trận Kulikovo (1380). Trong trận chiến đó, Peresvet đã tử trận bởi một Bogatyr Tatar. Tu viện sau đó bị tàn phá bởi những người Tatar vào năm 1408.
Thánh Sergius được tuyên bố là vị thánh bảo trợ của nhà nước Nga vào năm 1422. Cùng năm đó, nhà thờ đá đầu tiên được xây dựng bởi những tu sĩ người Serbia xây dựng để ẩn náu sau trận Kulikovo. Thánh tích của Thánh Sergius vẫn được thấy tại đây, một nhà thờ dành riêng cho Chúa Ba Ngôi. Các họa sĩ biểu tượng vĩ đại nhất của Nga lúc bấy giờ là Andrei Rublev và Daniel Chorny được đưa đến nhà thờ để vẽ những bức bích họa. Theo truyền thống, những hoàng tộc của Đại công quốc Moskva được rửa tội tại nhà thờ và đây cũng là nơi diễn ra lễ tạ ơn.
Năm 1476, Ivan III đã mời một số bậc thầy của Pskovian xây dựng nhà thờ Chúa Thánh Thần. Cấu trúc này là một trong số ít các ví dụ còn lại của một nhà thờ Nga với một tháp chuông ở đầu. Nội thất bên trong chứa các mẫu vật đầu tiên của việc sử dụng gạch tráng men trong trang trí. Vào đầu thế kỷ 16, Vasily III đã thêm nhà phụ Nikon và lều Serapion, nơi một số đệ tử của Sergius bị giam giữ.

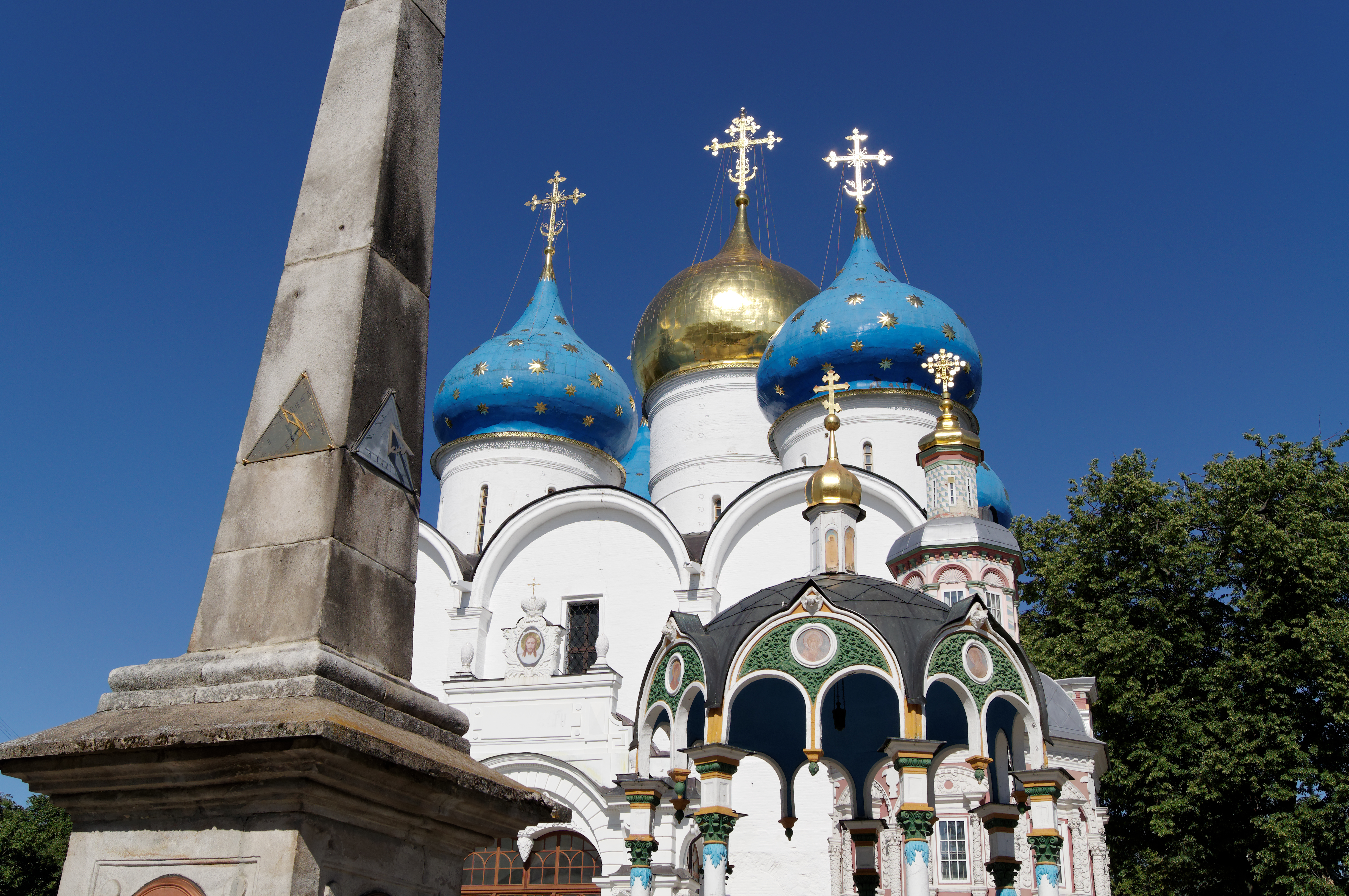
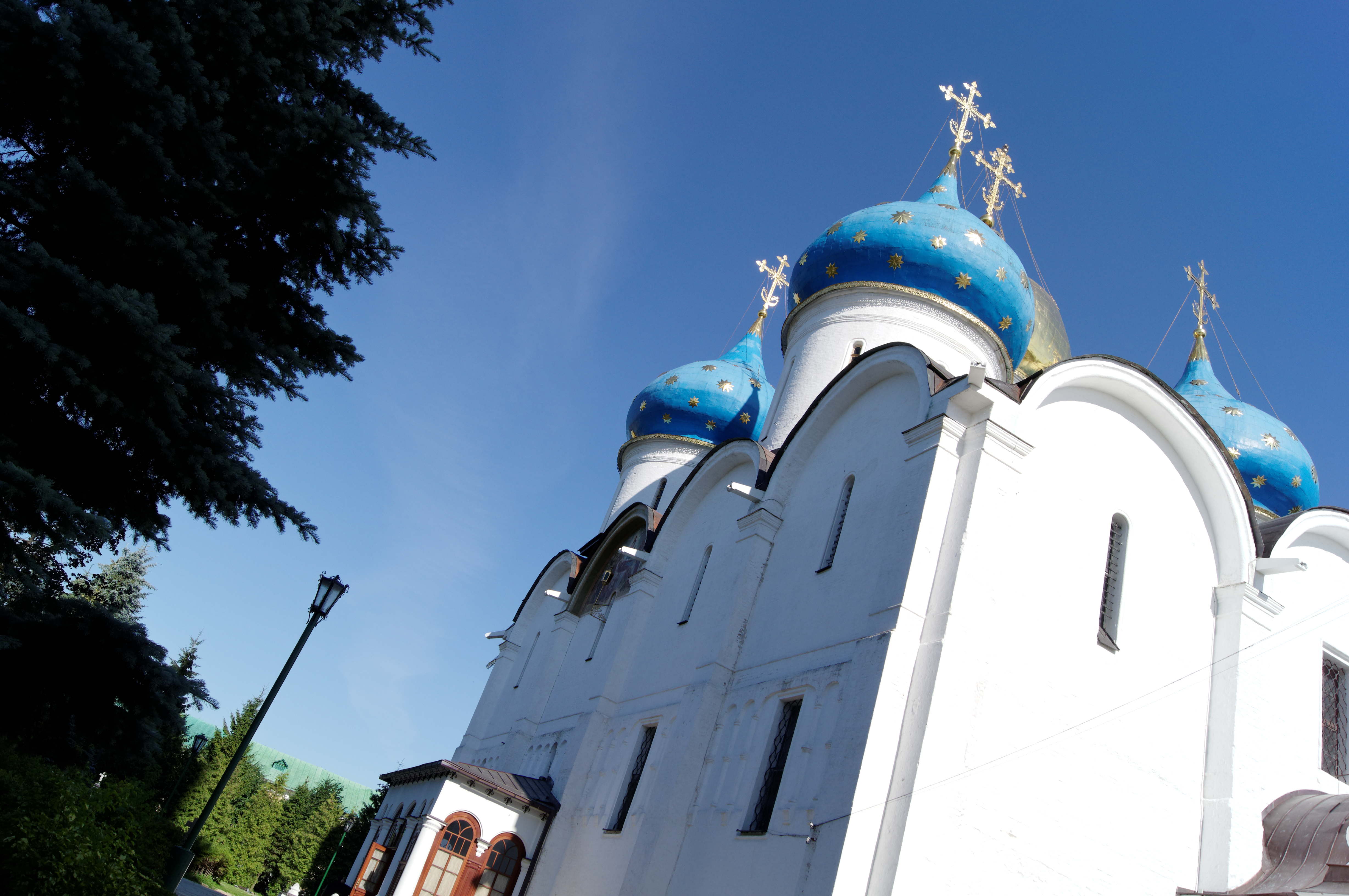
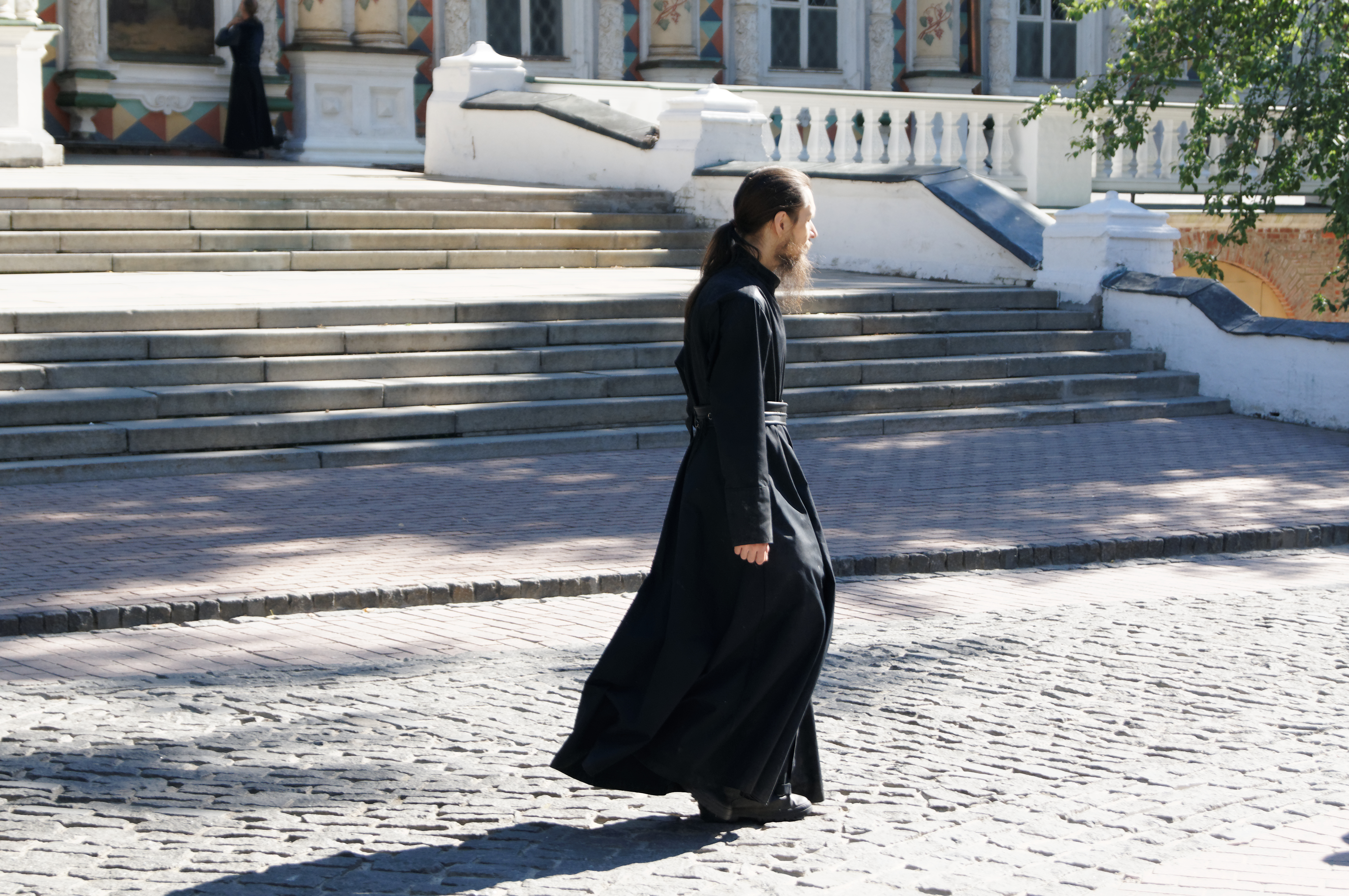